# Chutaranka
Chutaranka (biał. Хутаранка; ros. Хуторянка) – wieś na Białorusi, w obwodzie homelskim, w rejonie homelskim, w sielsowiecie Hrabauka.